# غريغ بينيت
غريغ بينيت (بالإنجليزية: Greg Bennett)‏ هو تريثلت أمريكي، ولد في 2 يناير 1972 في سيدني في أستراليا.

## وصلات خارجية
- الموقع الرسمي
- غريغ بينيت على موقع اتحاد الترياتلون الدولي (الإنجليزية)
- غريغ بينيت على موقع IAT Triathlon Database (الإنجليزية)
- غريغ بينيت على موقع أوليمبيديا (الإنجليزية)
- غريغ بينيت على موقع اللجنة الأولمبية الأسترالية (الإنجليزية)